# Svenska Landhockeyförbundet
Svenska Landhockeyförbundet var ett specialidrottsförbund för landhockey och indoorhockey som bildades 1975 och togs upp i Riksidrottsförbundet 1977.  De gick 2022 ihop med Sveriges Amerikanska Fotbollsförbund och bildade SWE3.
Verksamheten var koncentrerad kring Göteborg, Stockholm och Malmö. Förbundets kansli har tidigare varit placerat i Uppsala och Stockholm, men låg från 2014 i Göteborg.

## Historik
Förbundet bildades efter att intresse för landhockey i Sverige väckts i och med Olympiska sommarspelen 1972 i München. Man övertog arbetet från Svenska Bandyförbundet med att styra organiserad landhockey i Sverige; bandyförbundet hade anordnat viss verksamhet redan under 1940-talet och bildat en kommitté för landhockeyn 1973, vilket sedan ledde till att det egna specialförbundet bildades. Under åren 1983-1985 var Svenska Innebandyförbundet (bildat 1981) inordnat som en sektion i Landhockeyförbundet, men valdes sedan in som ett fristående förbund i Riksidrottsförbundet (RF).
Den 26 maj 2019 beslöt RF:s stämma att utesluta Svenska Landhockeyförbundet ur RF från och med 1 januari 2021 med motiveringen att förbundet inte uppfyller kriteriet på antal medlemmar. Den långa tiden till verkställighet är satt för att förbundet skall ha möjlighet att avveckla sig eller samordna sig med något annat specialidrottsförbund. Under år 2020 pågick en process om att bilda ett nytt förbund för flera sporter genom samgående med Sveriges Amerikanska Fotbollsförbund, SAFF och Svenska Baseboll- och Softbollförbundet. 2021 beslutades att förbundet skulle slås samman med SAFF och bilda det nya förbundet SWE3, som det formellt bytte namn till den första januari 2022.